# گنیزای قاهره

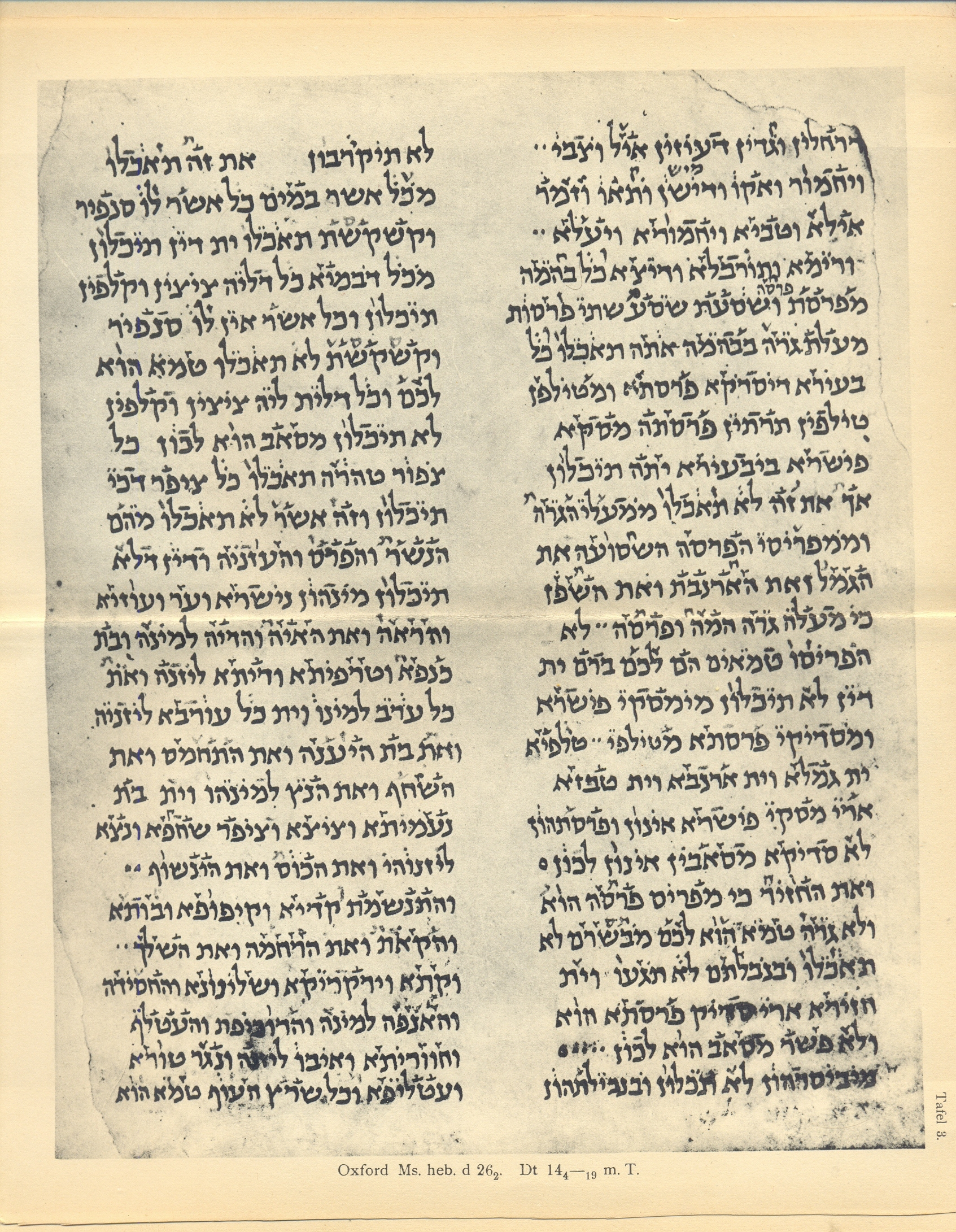
سندی با حرکت‌گذاری بابلی

گنیزای قاهره (انگلیسی: Cairo Geniza) مجموعه‌ای از ۴۰۰٬۰۰۰ دست‌نوشته و متن کهن یهودی و همچنین اسناد اداری دوران خلافت فاطمیان است که در گنیزای کنیسه بن عزرا در بخش باستانی فسطاط قاهره نگهداری می‌شود. این نسخ خطی کل دوره تاریخ یهودیان خاورمیانه، شمال آفریقا و اندلس بین قرن‌های ششم و نوزدهم پس از میلاد را در بر می‌گیرد و بزرگ‌ترین و متنوع‌ترین مجموعه نسخ خطی قرون وسطی در جهان را شامل می‌شود.
متون گنیزا به زبان‌های مختلف، به ویژه عبری، عربی و آرامی، عمدتاً بر روی پارچه و کاغذ و همچنین بر روی پاپیروس و پارچه نوشته شده‌است. گنیزا علاوه بر اینکه حاوی متون مذهبی یهودیان مانند کتاب مقدس، تلمود و بعدها آثار یهودیت خاخامی است (برخی با دستخط اصلی نویسندگان)، تصویر جامعی از زندگی اقتصادی و فرهنگی منطقه مدیترانه، به ویژه در طول سده‌های ۱۰ تا ۱۳ میلادی به دست می‌دهد.
نسخه‌های خطی از گنیزای قاهره در حال حاضر در میان تعدادی از کتابخانه‌ها، از جمله کتابخانه دانشگاه کمبریج، حوزه علمیه یهودیان آمریکا، کتابخانه جان رایلندز، کتابخانه بادلین، مرکز مطالعات پیشرفته یهودی کاتز در دانشگاه پنسیلوانیا، کتابخانه بریتانیا، فرهنگستان علوم مجارستان، کتابخانه ملی روسیه، اتحاد جهانی آلیانس، کتابخانه یونس و ثریا نظریان در دانشگاه حیفا و چندین مجموعه خصوصی در سراسر جهان پراکنده‌است. بیشتر قطعات این متون کهن از گنیزای کنیسه بن عزرا می‌آیند، اما برخی تکه‌های اضافی در محل‌های حفاری در نزدیکی کنیسه و در قبرستان بساتین در شرق قاهره قدیم یافت شد. مجموعه‌های خطی گنیزای قاهره جدید شامل برخی از اسناد قدیمی است که مجموعه‌داران در نیمه دوم قرن نوزدهم در مصر خریداری کردند. نخستین فرد اروپایی که به این مجموعه توجه کرد ظاهراً سیمون ون گلدرن (عموی بزرگ هاینریش هاینه) بود که از کنیسه بن عزرا بازدید کرد و در سال ۱۷۵۲ یا ۱۷۵۳ در مورد گنیزای قاهره گزارشی نوشت.